# 井上真
井上 真（いのうえ まこと、1960年 - ）は、日本の林学者。早稲田大学人間科学学術院教授。専門は、森林社会学、森林政策学、カリマンタン地域研究。
空手道を趣味とし、今は所属道場で師範代を務めている。全日本空手道連盟和道会5段、和道会指導員（2級）、全日本空手道連盟公認4段、日本体育協会公認空手道指導員。

## 略歴
- 1960年　山梨県生まれ
- 1976年3月　敷島中学校卒業
- 1979年3月　山梨県立甲府第一高等学校卒業
- 1983年3月　東京大学農学部林学科卒業
- 1983年4月　農林水産省・林野庁・林業試験場林業経営部研究員
- 1987年4月　インドネシア教育文化省・熱帯降雨林研究センター研究員（JICA長期派遣専門家）
- 1990年1月　農林水産省・林野庁・森林総合研究所林業経営部研究員
- 1990年12月　東京大学農学博士。論文の題は「焼畑システムの変容メカニズム -クニャ-・ダヤク族を例にして- 」[1]。
- 1991年4月　東京大学農学部助手
- 1995年11月　東京大学農学部助教授
- 1996年4月　東京大学大学院農学生命科学研究科助教授
- 2004年8月　東京大学大学院農学生命科学研究科教授
- 2017年4月　早稲田大学人間科学学術院教授

## 受賞歴
- 1993年5月 第32回林業科学技術振興賞（研究奨励賞）：受賞対象は、単著『熱帯雨林の生活』（築地書館1991）、および熱帯林に関する一連の論文。
- 1997年6月 第1回日本熱帯生態学会賞（吉良賞）：受賞対象は、単著『焼畑と熱帯林』（弘文堂1995）。
- 2004年4月 第2回林業経済学会賞：受賞対象は、編著『アジアにおける森林の消失と保全』（中央法規2003）、ほか論文2編。
- 2007年4月 日本森林学会賞：受賞対象は、単著『コモンズの思想を求めて』（岩波書店2004）。
- 2010年7月 大同生命地域研究奨励賞：受賞理由は「環境保全型発展に関する実践的な地域研究の構築」

## 著作

### 単著
- 『熱帯雨林の生活：ボルネオの焼畑民とともに』築地書館、1991年
- 『焼畑と熱帯林：カリマンタンの伝統的焼畑システムの変容』弘文堂、1995年
- 『コモンズの思想を求めて：カリマンタンの森で考える』岩波書店、2004年

### 共著
- 『森林資源の利用と再生：経済の論理と自然の論理』永田信、岡裕康共著　農山漁村文化協会、1994年
- 『人と森の環境学』酒井秀夫、下村彰男、白石則彦、鈴木雅一共著 東京大学出版会 2004

ほか

### 編著／共編著
- 『コモンズの社会学：森・川・海の資源共同管理を考える』宮内泰介共編 新曜社、2001年
- People and Forest: Policy and Local Reality in Southeast Asia, the Russian Far East, and Japan. Kluwer Academic Publishers, 2003.
- 『アジアにおける森林の消失と保全』（編）地球環境戦略研究機関監修　中央法規出版、2003年
- 『森林の百科』桜井尚武,鈴木和夫,富田文一郎,中静透共編集　朝倉書店、2003年
- The State of the Environment in Asia 2005/2006. Springer-Verlaq, 2005.
- 『アジア環境白書2006/07』東洋経済新報社、2006年
- 『世界の森林はいま：苦悩と希望の緑（森林環境2006）』鷲谷いづみ共編　朝日新聞社、2006年
- 『躍動するフィールドワーク：研究と実践をつなぐ』（編）世界思想社、2006年
- 『地球環境保全への途：アジアからのメッセージ』寺西俊一,大島堅一共編　有斐閣選書、2006年
- 『コモンズ論の挑戦：新たな資源管理を求めて』(編)新曜社、2008年
- 『フィールドワークからの国際協力』荒木徹也共編　昭和堂、2009年
- 『ローカル・コモンズの可能性：自治と環境の新たな関係』三俣学,菅豊共編著 ミネルヴァ書房、2010年
- 『教養としての森林学』井出雄二,大河内勇,井上真共編著 文永堂出版、2014年
- 『自立と連携の農村再生論』寺西俊一,井上真,山下英俊共編著 東京大学出版会、2014年

　ほか